# 狲思邈
狲思邈（2015年－2022年10月10日），是中华人民共和国青海省西宁市西宁野生动物园饲养的一只雄性兔狲，2018年，由于其初次交配的时间较短，被命名为“狲思邈”，其后逐渐成为中国国内知名度最高的兔狲。其幼仔“狲大娘”，是中国首只人工繁育成活的兔狲。

## 历史
2015年，“狲思邈”在西宁市一户市民家中出生，当年即被青海野生动物救护繁育中心救护。2018年初因其初次交配时间较短，被命名为“狲思邈”，后逐渐走红。
2021年，“狲思邈”与雌性兔狲“狲尚香”诞下一雌性幼仔，被命名为“狲大娘”，系中国第一只人工繁育成活的兔狲。
2022年10月10日上午，西宁野生动物园通报称：当日上午9:50，中国唯一一只圈养雄性兔狲——“狲思邈”，在进食时因鸡肉卡喉，不幸窒息死亡，终年7岁半。该园园长在其后的采访中表示，可能会尝试将“狲思邈”制作成标本。